# Döckingen

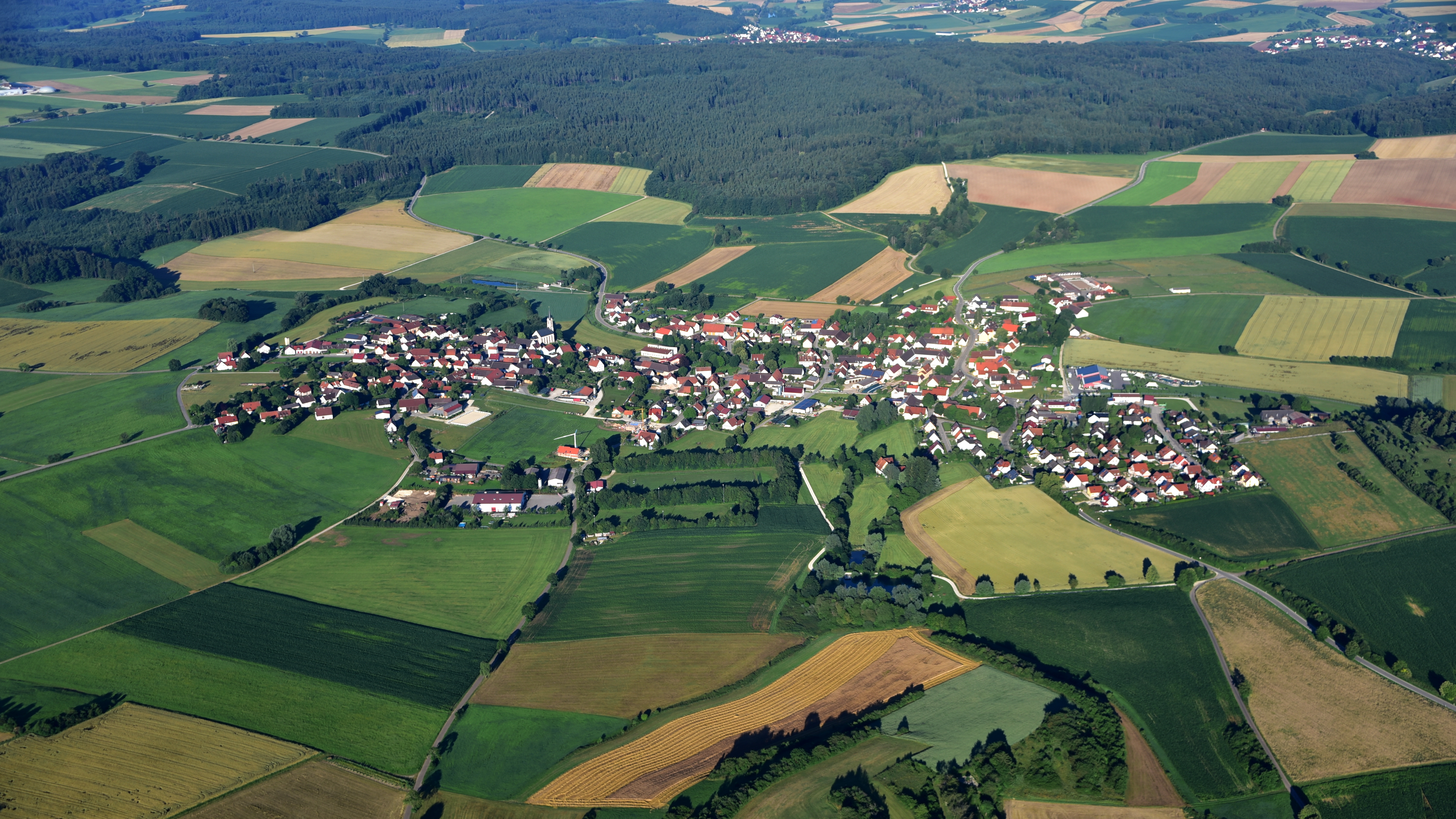
Döckingen, Luftaufnahme (2016)

Döckingen ist ein Gemeindeteil der Gemeinde Polsingen im Landkreis Weißenburg-Gunzenhausen (Mittelfranken, Bayern). Die Gemarkung Döckingen hat eine Fläche von 12,993 km². Sie ist in 1113 Flurstücke aufgeteilt, die eine durchschnittliche Flurstücksfläche von 11673,53 m² haben. In ihr liegt neben dem namensgebenden Ort der Gemeindeteil Kohnhof.

## Lage
Das Pfarrdorf liegt zwischen Uhlberg und Döckinger Berg im Süden des Hahnenkamms und nördlich der Monheimer Alb, rund drei Kilometer von Polsingen, dem heutigen Sitz der Gemeindeverwaltung, entfernt. Durch den Ort fließt der Schlittenharter Graben. Durch Döckingen verlaufen die Kreisstraßen WUG 30 und WUG 33.

## Geschichte
Erstmals urkundlich erwähnt wurde der Ort 1154. Im Norden von Döckingen befindet sich ein alemannisches Reihengräberfeld des 6.–7. Jahrhunderts, welches jedoch seit den 1980er Jahren weitgehend überbaut wurde. Auch verschiedene römische Gutshöfe in der Umgebung zeugen von einer weit früheren Besiedlung des Ortes.
Döckingen gehörte zum Kloster Heidenheim bis zu dessen Auflösung im Jahr 1537 im Rahmen der Reformation. Danach fiel der Ort an die Markgrafen von Brandenburg-Ansbach.
Am Ende des Zweiten Weltkriegs war Döckingen das einzige Dorf im Umkreis, das von der Wehrmacht gegen die vorrückenden amerikanischen Truppen verteidigt wurde. Am 23. April 1945 kam die US-Army aus Richtung Schlittenhart, in der darauffolgenden Nacht wurde der Ort besetzt. Bei den Kämpfen kamen 13 deutsche Soldaten, ein neunjähriges Mädchen und einige amerikanische Soldaten ums Leben.
Am 1. Mai 1978 wurde die ehemalige Gemeinde Döckingen mit dem Gemeindeteil Kohnhof in die Nachbargemeinde Polsingen eingegliedert.

## Baudenkmäler
Die neugotische Kirche St. Urban aus dem Jahre 1874 hatte vermutlich eine 1960 abgerissene Kirche in Gunzenhausen als Vorbild. Der Kirchturm ist dreigeschossig und wird von einem Spitzhelm gekrönt. Der Taufstein und das Kruzifix sind vermutlich von Giuseppe Volpini und stammen von 1720.

## Geologie
Östlich des Ortes befinden sich im Bereich des Sportplatzes die sogenannten Döckinger Quarzite.

## Infrastruktur
Im Ort befinden sich die Grundschule der Gemeinde Polsingen und ein Kindergarten sowie ein Getränkemarkt, eine Bäckerei und ein Gasthaus.
Döckingen ist ebenfalls die Heimat des Heide e. V. Döckingen, welcher jährlich, neben dem traditionellen Maibaumaufstellen und anderen kulturellen Veranstaltungen, das dreitägige Musik-Open-Air „Die Heide Raucht“ ausrichtet.